# Edson Ratinho
Edson Ramos Silva (João Pessoa, 31 mei 1987), voetbalnaam Ratinho, is een Braziliaans voetballer die als verdediger speelt.
Zijn jeugdopleiding genoot hij bij Botafogo da Paraiba en in 2006 bij Campinense Clube. Hij debuteerde in 2007 voor Mogi Mirim EC. In het seizoen 2007/08 speelde hij 31 wedstrijden voor AEK Athene waarbij hij eenmaal scoorde hij speelde daar samen met Rivaldo die ook voorzitter van Mogi Mirim was. Na een korte terugkeer bij de Braziliaans club speelde voor de Oezbeekse club FC Bunyodkor. In het seizoen 2010/11 stond Ratinho onder contract bij RCD Mallorca. Hij speelde 16 wedstrijden voor hij in 2011 het seizoen op huurbasis afmaakte bij São Paulo FC waarvoor hij niet zou spelen. Sinds 2012 stond hij wederom onder contract bij Mogi Mirim dat hem verhuurde aan SC Internacional (2012), AD  São Caetano (2013) en Joinville EC (2014). Op 1 september 2015 nam Joinville EC hem over van Mogi Mirim.